# Комягін Юрій Володимирович
Юрій Володимирович Комягін (нар. 6 травня 1984, Каховка, Херсонська область, УРСР) — український футболіст, півзахисник.

## Кар'єра гравця
Вихованець ДЮСШ Каховки і київського РВУФК, за який з 2000 по 2001 рік провів 8 матчів у чемпіонаті ДЮФЛУ. У 2002 році зіграв 3 матчі за КЗЕСО в чемпіонаті ААФУ, а 28 липня того ж року дебютував на професіональному рівні в складі херсонського «Кристала», вийшовши на поле в домашньому поєдинку Другої ліги проти одеського «Чорноморця-2». Всього за клуб з Херсона провів 27 матчів у першості та 1 поєдинок у Кубку України, після чого в 2004 році 12 травня знову зіграв 1 матч за КЗЕСО в аматорському чемпіонаті, а з липня почав виступи за «Гірник-Спорт», за який грав потім до 2007 року, провівши за цей час 80 поєдинків (14 голів) у Другій лізі та 7 матчів (1 гол) у Кубку.
На початку 2008 року поповнив склад клубу Першої ліги чернігівської «Десни», за яку в тому році провів 13 матчів та відзначився 1 голом, а також відіграв 8 матчів та відзначився 1 голом за фарм-клуб чернігівців «Десну-2». З 2009 по 2010 років виступав за «Миколаїв», в 31 матчі першості відзначився 3 голами, і ще 3 поєдинки провів у Кубку. У другій половині 2010 року зіграв 14 матчів за «Бастіон».
На початку 2011 року перейшов у молдовський клуб «Зімбру», в складі якого дебютував на найвищому рівні, зіграв 9 матчів та відзначився 2 голами в Національному дивізіоні. Потім з літа 2011 по кінець 2014 року з перервою виступав за «Енергію» з Нової Каховки, всього за яку в 73 поєдинках Другої ліги відзначився 25 м'ячами та зіграв 1 поєдинок у Кубку. У другій половині 2012 року захищав кольори херсонського «Кристала», за який вже виступав раніше, цього разу зіграв 19 матчів у першості та 2 у Кубку.
З 2015 року виступав за горностаївський «Мир».

## Кар'єра тренера
На початку 2015 року одержав тренерський диплом ФФУ категорії «C». З 2017 року тренує «Меліоратор» (Кам'янка) з Каховського району.

## Статистика виступів
Станом на 31 жовтня 2015
| Клуб                     | Ліга                  | Сезон   | Чемпіонат | Чемпіонат | Кубок | Кубок |
| Клуб                     | Ліга                  | Сезон   | Матчі     | Голи      | Матчі | Голи  |
| ------------------------ | --------------------- | ------- | --------- | --------- | ----- | ----- |
| КЗЕЗО                    | ААФУ                  | 2002    | 3         | 0         |       |       |
| «Кристал» (Херсон)       | Друга ліга            | 2002/03 | 11        | 0         |       |       |
| «Кристал» (Херсон)       | Друга ліга            | 2003/04 | 16        | 0         | 1     | 0     |
| КЗЕЗО                    | ААФУ                  | 2004    | 1         | 0         |       |       |
| «Гірник-Спорт»           | Друга ліга            | 2004/05 | 19        | 0         | 1     | 0     |
| «Гірник-Спорт»           | Друга ліга            | 2005/06 | 17        | 4         | 3     | 0     |
| «Гірник-Спорт»           | Друга ліга            | 2006/07 | 25        | 5         | 1     | 0     |
| «Гірник-Спорт»           | Друга ліга            | 2007/08 | 19        | 5         | 2     | 1     |
| «Десна»                  | Перша ліга            | 2007/08 | 9         | 1         |       |       |
| «Десна»                  | Перша ліга            | 2008/09 | 4         | 0         |       |       |
| «Десна-2»                | Друга ліга            | 2008/09 | 8         | 1         |       |       |
| «Миколаїв»               | Друга ліга            | 2008/09 | 11        | 1         |       |       |
| «Миколаїв»               | Друга ліга            | 2009/10 | 20        | 2         | 3     | 0     |
| «Бастіон»                | Друга ліга            | 2010/11 | 14        | 0         |       |       |
| «Зімбру»                 | Національний дивізіон | 2010/11 | 9         | 2         |       |       |
| «Енергія» (Нова Каховка) | Друга ліга            | 2011/12 | 19        | 6         | 1     | 0     |
| «Кристал» (Херсон)       | Друга ліга            | 2012/13 | 19        | 1         | 2     | 0     |
| «Енергія» (Нова Каховка) | Друга ліга            | 2012/13 | 6         | 2         |       |       |
| «Енергія» (Нова Каховка) | Друга ліга            | 2013/14 | 31        | 14        |       |       |
| «Енергія» (Нова Каховка) | Друга ліга            | 2014/15 | 16        | 3         |       |       |
| «Мир» (Горностаївка)     | ААФУ                  | 2015    | 7         | 1         |       |       |
| «Мир» (Горностаївка)     | Друга ліга            | 2015/16 | 14        | 8         | 2     | 3     |